# Antonio Di Gaudio
Antonio Di Gaudio (* 16. August 1989 in Palermo) ist ein italienischer Fußballspieler. Der Mittelfeldspieler steht aktuell bei Parma Calcio unter Vertrag.

## Karriere
Di Gaudio spielte von 2007 bis 2010 für Virtus Castelfranco in der Serie D, bevor er 2010 zum FC Carpi wechselte. Für Virtus Castelfranco erzielte er in 95 Spielen 21 Tore. Mit dem FC Carpi stieg er dann in fünf Spielzeiten von der Lega Pro Seconda Divisione bis in die Serie A auf. Seine erste Partie in der Serie A absolvierte er am 23. August 2015 bei der 2:5-Niederlage gegen Sampdoria Genua.

## Erfolge
- Meister der Lega Pro Seconda Divisione: 2010/11
- Aufstieg in die Serie B: 2012/13
- Italienischer Zweitligameister: 2014/15